# Scolopopleura insignis
Scolopopleura insignis är en mångfotingart som först beskrevs av Carl Graf Attems 1927.  Scolopopleura insignis ingår i släktet Scolopopleura och familjen Chelodesmidae. Inga underarter finns listade i Catalogue of Life.